# زهرة الثلج والمروحة السرية
زهرة الثلج والمروحة السرية هي رواية لعام 2005 من تأليف ليزا سي تقع احداثها في الصين في القرن التاسع عشر. في مقدمتها للرواية، كتبت سي أن زهرة الزنبق -الراوية - ولدت في 5 يونيو 1824 - «في اليوم الخامس من الشهر السادس من السنة الثالثة من عهد داوجوانج للإمبراطور». بدأت الرواية عام 1903، عندما كانت وردة الزنبق تبلغ من العمر 80 عامًا. تستمر في سرد قصة حياتها منذ الولادة مروراً بالطفولة والزواج والشيخوخة. خلال حياتها، تعيش زهرة الزنبق في عهود أربعة من أباطرة سلالة تشينغ: Daoguang (1820-1850). شيان فنغ (1850-1861)؛ تونغزي (1861-1875)؛ وجوانجكسو (1875–1908).
كتبت شارلوت فورث، المؤرخة في جامعة جنوب كاليفورنيا في الصين، أن القراء الغربيين ينظرون إلى النساء الصينيات ببساطة كضحايا ويركزون على مشاكل مثل ربط القدم والزواج المدبر، لكن روايات ليزا سي التاريخية "تتبع أفضل منح دراسية نسائية حول النساء في فترة حكم مينغ - تشينغ من خلال معالجة هذه الصور النمطية ". في كتاب زهرة الثلج و المروحة السرية والفاونيا أو بيوني عاشقة Peony in Love ، تطلب سي من القراء أن يتخيلوا كيف يمكن أن تجد بعض هؤلاء النساء أصواتًا خاصة بهن بدلاً من معارضة النظام الاجتماعي الكونفوشيوسي، وكيف وجدن طرقًا لتحقيق الذات دون الاستهانة بالقيم الأساسية لثقافتهم ". 
تلقت الرواية إشارة مشرفة من جوائز آسيا / المحيط الهادئ الأمريكية للأدب.

## ملخص المؤامرة
في مقاطعة هونان الريفية في الصين هناك قرية تسمى بوواي (الملقبة بقرية الجمال الشائع) تقرر زهرة الزنبق ان تصبح رفيقة عمر زهرة الثلج، وهي فتاة من نفس العمر من تونغكو (قرية وود ماوث). تتميز علاقة الرفقة بأنها علاقة أخوية أقوى وأوثق بكثير من علاقة الزوج والزوجة. تصف عمة زهرة الزنبق تطابق رفقة العمر بهذه الطريقة: «يتم إنشاء علاقة رفقة اختيارياً لغرض العشرة العاطفية والإخلاص الأبدي. الزواج ليس اختيارياً وله غرض واحد فقط وهو إنجاب الأبناء». تبدأ هذه علاقة الرفقة بين زهرة الزنبق وزهرة الثلج من عمر 7 سنوات وتستمر حتى سن البلوغ عندما تكون الاثنتان نساء بالغات وأُمهات.
خاضت الفتاتان عملية مؤلمة لربط القدم في نفس الوقت. تقليد ربط القدمين هو ربط أقدام الفتيات الصغيرات من خلال لف القماش حول اقدامهن بإحكام وإرغامهن على المشي حتى تنكسر عظامهن فيسهل تشكيلها وتغيير مقاساتها، ثم شد الاربطة مع تقدم الوقت. كانت القدم المثالية تسمى (اللوتس الذهبي Golden Lotus) بطول ثلاث بوصات بالقياسات الصينية (حوالي 4 بوصات  أو 10 سم بالقياسات الغربية). لفهم ذلك، يوضح الكتاب المعادلة: «يولي الرجال في الصين اهمية بأقدام النساء كما يشعر الرجال في الغرب بشأن ساقي المرأة.»
تكتب زهرة الزنبق وزهرة الثلج الرسائل إلى بعضهما البعض على مروحة ورقية بلغة نو شو Nü Shu ، «نو شو هي لغة خفية للنساء في الصين» وهو شكل صوتي للكتابة تعلمتها زهرة الزنبق من زوجة عمها.  بالإضافة إلى اللغة نفسها، تتعلم الشابات أغاني وقصص بلغة نو شو. كما أنهم يجتمعون بشكل متكرر في معبد جوبو، وهو معبد خيالي حيث تذهب النساء للصلاة من أجل انجاب أبناء أصحاء، وهو في ثقافتهم، «مقياس لمكانة المرأة».
كلتا الصديقتين تولدان تحت علامة الحصان، لكنهما مختلفتان تمامًا. زهرة الزنبق عملية وواقعية، بينما تحاول زهرة الثلج التحليق فوق القيود المفروضة على حياة النساء في القرن التاسع عشر لتكون حرة. تختلف حياتهم كذلك. على الرغم من أن زهرة الزنبق تنحدر من عائلة منخفضة المستوى نسبيًا، ولكن قدميها تعتبران جميلتان فإن هذا يلعب دورًا في زواجها من أقوى عائلة في المنطقة. عُرفت زهرة الزنبق لاحقًا باسم ليدي لو، أكثر امرأة مؤثرة في المنطقة وأم لأربعة أطفال أصحاء (ثلاثة أبناء وابنة واحدة). على الرغم من أن زهرة الثلج تنحدر من عائلة مزدهرة سابقًا، إلا أنها ليست محظوظة جدًا. تزوجت من جزار، حيث يعتبر ثقافيا من أدنى المهن، وتعيش حياة بائسة مليئة بالأطفال الذين يموتون ويضربون على يد زوجها.
تصور الرواية المعاناة الإنسانية بطرق عديدة: الألم الجسدي والنفسي لربط القدم. معاناة النساء في ذلك الوقت، اللواتي تم معاملتهن كممتلكات؛ الرحلة الرهيبة فوق الجبال للهروب من أهوال ثورة تايبينغ؛ العودة المؤلمة أسفل درب الجبل وانتشار الجثث في كل مكان. يقدر البعض أن عدد القتلى خلال التمرد كان ما يقرب من عشرين مليون شخص.
إن المعالجة التفصيلية للمعاناة التي عاشاها زهرة الزنبق وزهرة الثلج في علاقتهما الطويلة هي جانب رئيسي من الكتاب. إن حاجة زهرة الزنبق إلى الحب وعدم قدرتها على الصفح عما اعتبرته كفعل خيانة تجعلها تلحق الأذى بالعديد من الناس، زهرة الثلج أكثر من الكل. اعتقادًا منها أن زهرة الثلج لم تكن حقيقية بالنسبة لها، تخونها زهرة الزنبق بإفشاء جميع أسرارها الخاصة لمجموعة من النساء، مما يؤدي إلى تدمير سمعة زهرة الثلج فعليا. عندما تموت زهرة الثلج، يتم استدعاء زهرة الزنبق إليها فتبقى بجانب سريرها وترعاها حتى النهاية.
مع عودة احداث الكتاب إلى الوقت الحاضر (1903)، زهرة الزنبق هي امرأة تبلغ من العمر 80 عامًا عاشت أربعين عامًا بعد وفاة أعز صديقاتها. ومنذ وفاة زوجها وأطفالها، وهي تراقب بهدوء الجيل التالي في منزلها.

## فيلم
النسخة السينمائية من Snow Flower and the Secret Fan من إخراج واين وانغ وإنتاج فلورنس سلون وويندي مردوخ وهوغو شونغ. قامت أنجيلا وركمان بتعديل النص الأصلي، الذي نقحه رونالد باس ومايكل راي. الفلم من ببطولة جيانا جون ولي لي بينجبينج وفيفيان وو وهيو جاكمان. بدأ التصوير في الصين في فبراير 2010. حصلت Fox Searchlight على حقوق أمريكا الشمالية في الفيلم،  وأصدرته في 15 يوليو 2011.

## روابط خارجية
- «زهرة الثلج والمروحة السرية» IMDB
- ليزا سي، «عند كتابة زهرة الثلج» نسخة محفوظة 31 يناير 2020 على موقع واي باك مشين.
- ليزا سي نسخة محفوظة 31 يناير 2020 على موقع واي باك مشين. ، «أسرار نو شو». بلومزبري.
- «سؤال وجواب: محادثة مع ليزا سيي وأمها، الكاتبة كارولين سي»
- «ربط القدم الصيني.» بي بي سي الرئيسية.
- Lousa Lim. "ذكريات مؤلمة للناجين من الصين .
- «نو شو: لغة خفية للنساء في الصين». فيلم من إخراج يو تشينغ يانغ. النساء يصنعن الأفلام .
- أجريت مقابلة مع Lisa See حول محادثات من ولاية بنسلفانيا .